# Bîceva, Liubar
Bîceva (în ucraineană Бичева) este localitatea de reședință a comunei Bîceva din raionul Liubar, regiunea Jîtomîr, Ucraina.

## Demografie
Componența lingvistică a localității Bîceva
     Ucraineană (99,27%)
     Alte limbi (0,59%)
Conform recensământului din 2001, majoritatea populației localității Bîceva era vorbitoare de ucraineană (99,27%), existând în minoritate și vorbitori de alte limbi.